# Nikola II. Petrović-Njegoš
Nikola II. Petrović-Njegoš, uváděn také s rodným jménem Nikolas (černoh. cyrilicí: Никола II Петровић-Његош; narozen 7. července 1944) je od roku 1986 korunním princem černohorským – pretendentem trůnu Černé Hory – a hlavou dynastie Petrovićů-Njegošů žijícím ve francouzském exilu.

## Život

### Mládí a studia
Nikola II., rodným jménem Nikolas Michael František Petrović-Njegoš, se narodil 7. července 1944 v Saint-Nicolas-du-Pélem ve Francii jako jediný potomek korunního prince Michaela Petroviće-Njegoše a korunní princezny Geneviève Prigent. Je pravnukem posledního černohorského panovníka, knížete a krále Nikoly I. Petroviće-Njegoše. Vyrůstal nejprve v Saint-Nicolas, po rozvodu svých rodičů v Paříži s matkou a chůvou.
Mladý princ byl nejprve vzděláván soukromými pařížskými učiteli, v roce 1964 byl přijat na proslulou vyšší uměleckou školu École nationale supérieure des Beaux-Arts (ÉNSBA) v centru Paříže. V letech 1965 – 1967 navštěvoval kurzy v několika předních umělecko-architektonických ateliérech a kancelářích. Mezi lety 1967 – 1971 se jako architekt prosadil svou účastí v mnoha projektech, včetně Střediska zimních sportů v Avoriaz, a se svým přítelem Shamaï Haberem působil jako hostující na celkem sedmi vědeckých fakultách ve Francii.
V roce 1971 získal diplom z architektury a doktorát ÉNSBA. Od roku 1971 je čestným členem prestižního francouzského spolku architektů Société Française des Architectes.

### Vztahy s Černou Horou
Korunní princ Nikola II. byl aktivním účastníkem kampaně za obnovení nezávislosti Černé Hory, předcházející referendu o jejím vystoupení z prozatímního státního společenství Srbsko a Černá Hora.
Korunní princ se hlásí k dědictví Černohorského království a několikrát také učinil veřejné prohlášení, že je ochoten nastoupit na trůn svých předků, pokud by obnovení monarchie bylo přáním Černohorců. V Černé Hoře byla otázka obnovení monarchie a podpory královské rodiny vždy mnoha občany vnímána jako téma k velice vážným úvahám.
V červenci 2010 dostal Nikola II. nabídku od Úřadu vlády Černé Hory, zahrnující pravidelnou roční rentu ze státní pokladny (ve stejné výši jako je plat prezidenta republiky) a návrat královských rezidencí v Cetinje, Podgorice a Njeguši, zabavených po anexi Černé Hory Srbskem v roce 1917 a následném zrušení monarchie o rok později. Korunní princ nabídku odmítl z důvodů, že podmínky majetkového vyrovnání nebyly spravedlivě sestaveny. Navíc se – a to oprávněně – domníval, že přistoupení k této dohodě by mělo za následek značné omezení členů černohorské královské rodiny volně se vyjadřovat o politické situaci v Černé Hoře. Jako nesouhlas s nevstřícným rozhodnutím vlády Nikola II. s rodinou odmítl účast na oslavách stého výročí vyhlášení království 28. srpna 2010. Toto důležité jubileum oslavil v Paříži v kruhu svých nejbližších.
Situace se ale změnila 15. dubna 2011, kdy vláda Černé Hory informovala královskou rodinu o novém návrhu zákona rehabilitujícího královskou rodinu s vytvořením nadace pro dynastii Petrovićů-Njegošů v čele s hlavou dynastie. Zákon sděloval postupné navrácení zkonfiskovaného královského majetku mezi lety 1917 – 1918, kulturní, humanitární a rozvojovou podporu, či zajištění černohorského státního občanství všem členům královské rodiny. Nový návrh vlády Nikola II. přijal a v současnosti probíhají procesy jeho schvalování.

### Dynastické výsady
Korunní princ Nikola II. má jako hlava dynastie právo udělovat nejvyšší černohorské státní vyznamenání z dob monarchie, kterým je Řád knížete Danila I. a další královská vyznamenání – Řád Petrovićů-Njegošů a Řád svatého Petra Cetinjského.
K významným osobnostem, kterým Nikola II. udělil dynastické řády Černé Hory, patří např.:
- Mikuláš Romanov, kníže ruský
- Viktor Emanuel Savojský, pretendent trůnu italského
- Filip Vujanović, černohorský prezident
- Světlana Tobea Vujanovićová, černohorská první dáma
- Henri Orleánský, pretendent trůnu francouzského
- Albert II., kníže monacký
- Nikola Tesla, americký fyzik srbského původu, vynálezce a konstruktér elektrických strojů a přístrojů
- Dmitrij Romanov, kníže ruský

… a mnoho dalších, vč. členů černohorské královské rodiny.
Po přijetí návrhu zákona z dubna 2011 má korunní princ společně s rodinou v Černé Hoře k dispozici několik budov a pozemků, např. celý Modrý palác v Cetinje, původní rezidenci korunního prince Danila Alexandra Petroviće-Njegoše, dále rodný dům knížete a krále Nikoly I. v Njeguši spolu s přilehlými staveními, zahradami a ostatními lučními i lesními pozemky, horní patro původního zimního královského paláce v Podgorice společně s dvoupatrovým bytem v centru města a dále vilu ve vesnici Mala Gorana patřící původně princezně Anně Petrović-Njegoš, dceři krále Nikoly I..
Zákon dále umožňuje Nikolovi II. vystupovat co by člen vlády a vykonávat funkci zvláštního státního zástupce v nepolitických záležitostech. První takovou záležitostí bylo zastupování černohorského předsedy vlády Igora Lukšićem korunním princem Nikolou II. na pohřbu Otty Habsburského, bývalého rakousko-uherského korunního prince.

## Rodinný život
V roce 1976 se Nikola II. v Trébeurdenu v departamentu Côtes-du-Nord oženil s francouzskou módní návrhářkou Francine Navarro, která po svatbě získala titul její královské výsosti a stala se černohorskou korunní princeznu. Svatebního obřadu se zúčastnili pouze rodinní příslušníci a nejbližší přátelé a pár zahraničních hostů – např. srbský korunní princ Alexandr Karađorđević s manželkou Marii da Glória Orleánsko-Braganzskou a prezident Francie Valéry Giscard d'Estaing s první dámou Anne-Aymone. Korunní princezna zemřela 6. srpna 2008 v Paříži. Smrt manželky byla pro Nikolu II. hlubokou citovou ztrátou.
Korunní pár má dvě děti:
- Altinaï Esmée (* 27. října 1977) ∞ Anton Martynov (1 syn)
- Boris Élliot (* 21. ledna 1980), dědičný princ ∞ hraběnka Véronique Haillot Canas da Silva (2 dcery)

## Královská standarta

Královská standarta korunního prince Nikoly II.

Korunní princ Nikola si ponechal královskou standartu po svém pradědovi Nikolovi I. – bíle orámovanou červenou vlajku se stříbrným korunovaným dvojhlavým orlem držící v levé noze královské žezlo a v pravé královské jablko. Na hrudi orla je erb s iniciály HII (Николa II – Nikola II.) Pod orlem je vyobrazen královský lev.

## Diplomatické vztahy
Korunní princ Nikola II. je váženou osobností nejen ve Francii. Velice známý je jeho blízký vztah k černohorskému prezidentovi Filipu Vujanovićovi a první dámě Světlaně Tobeji. Kontakt udržuje také s bývalým francouzským prezidentem d'Estaingem, srbským korunním princem Alexandrem II., britskou královnou Alžbětou II., monackým knížetem Albertem II. a dále členy královských rodin Dánska, Norska a Francie. V červenci 2006 navštívila královská rodina českého prezidenta Václava Klause v Praze a o rok později podnikl Nikola II. s Francine Navarro státní návštěvu do Vietnamu.

## Vyznamenání

### Černohorská vyznamenání
- Řád Petrovićů-Njegošů
- Řád knížete Danila I.
- Řád sv. Petra Cetinjského
- Královský vítězný válečný řád
- Řád Černohorské republiky

### Zahraniční vyznamenání
- Maltézský řád
- Zlatá medaile italského Červeného kříže
- Řád zvěstování
- Řád sv. Mauricia a sv. Lazara
- Řád Naší milé Paní z Villa Vicosy
- Řád annamského draka
- Řád konstantiniánských rytířů sv. Jiří
- Řád gruzínské orlice
- Královský řád Františka I.

## Tituly
Plný oficiální titul Nikoly II. zní
- Jeho královská výsost Nikola II. Michael František Petrović-Njegoš, korunní princ černohorský, velkovévoda Grahovský a Zetský a hrabě Petrović-Njegošský.